# Clovia margheritae
Clovia margheritae är en insektsart som beskrevs av William Lucas Distant 1908. Clovia margheritae ingår i släktet Clovia och familjen spottstritar. Inga underarter finns listade i Catalogue of Life.